# 手與口～江戶便利屋事件帖～
《手與口～江戶便利屋事件帖～》是一部日本漫畫，由小說家大崎知仁原作，河下水希作畫。本作於集英社雜誌《Jump Square》2013年6月号開始連載，2015年1月号完結，單行本全5冊。連載開始前，本作有一篇序章刊登在同社雜誌《週刊少年Jump》的2013年22・23合併号（未收錄在單行本中）。

## 劇情大綱
背景設定在日本江戶時代，有著悲慘身世的健談少年大黑屋周助，在向寡言的女劍客花村里江討債時，因緣際會加入了對方開的萬事屋。兩人一起解決案件委託，並追查過去的真相。

## 出版書籍
| 卷數 | 集英社        | 集英社                 | 青文出版社     | 青文出版社        |
| 卷數 | 發售日期      | ISBN                   | 發售日期       | ISBN / EAN        |
| ---- | ------------- | ---------------------- | -------------- | ----------------- |
| 1    | 2013年10月4日 | ISBN 978-4-08-870828-7 | 2014年10月25日 | EAN 4718016010222 |
| 2    | 2014年1月4日  | ISBN 978-4-08-880014-1 | 2015年2月25日  | EAN 4718016011649 |
| 3    | 2014年5月2日  | ISBN 978-4-08-880079-0 | 2015年6月25日  | EAN 4718016012998 |
| 4    | 2014年9月4日  | ISBN 978-4-08-880181-0 | 2016年1月25日  | EAN 4718016014855 |
| 5    | 2015年1月5日  | ISBN 978-4-08-880301-2 | 2016年4月25日  | EAN 4718016017900 |

## 外部連結
- ジャンプスクエア内公式サイト （页面存档备份，存于）
- 『てとくち』 集英社ヴォイスコミックステーション-VOMIC- （页面存档备份，存于）